# مراح الذئاب
مراح الذئاب هي قرية سعودية تقع في جنوب شرق منطقة جازان بمحافظة العارضة وهي محافظة سعودية الواقعة جنوب غرب السعودية.

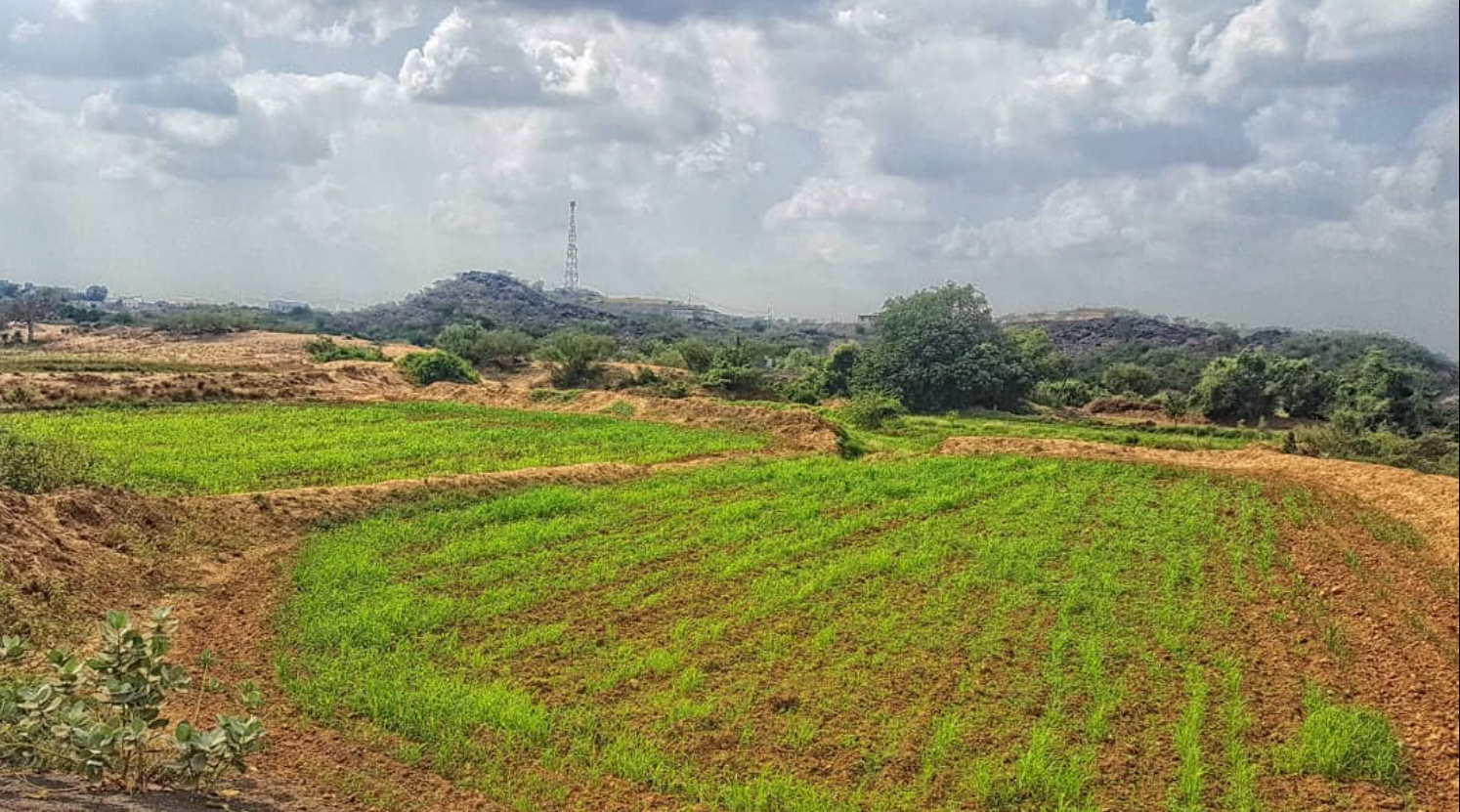
قرية مراح الذئاب

قرية مراح الذئاب هي إحدى القرى التابعة للقطاع الجبلي بجبل سلا بمحافظة العارضة بمنطقة جازان يحرسها من الشرق ومن الغرب آل سفيان والعارضة ومن الشمال قرية وادي الساهية إحدى قرى قبيلة آل جابر ومن الجنوب وادي المحاطه واليتيمي وال ودعان ووادي الحياة الذي كان يسمى (الزغبة) سابقًا.
مراح الذئاب عبارة عن مجموعة قرى مترابطة، تعتبر ديارا لقبيلة آل النخيف التي كانت تسكن «جبل سلا» من قبل مائتي عام.

## القرى التابعة لها
- المنصورة
- القائم
- القرن
- الدغر
- الجبجبة

## النسب

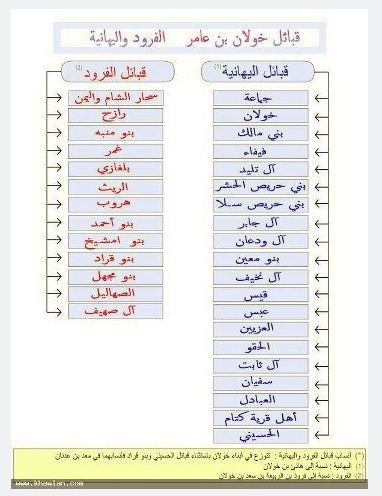
وهنا يوضح الحلفين ويبين اليهانية الذي تنتمي إليه قبيلة آل نخيف سكان قرية مراح الذئاب

تتميز مراح الذئاب بوجود «وادي خمران» فيها وأرض خمران تعد من أجمل الأماكن السياحية بالمحافظة. وتعد قرية مراح الذئاب مسقط رأس قبيلة آل نخيف إحدى قبائل خولان بن عامر وعزوتهم «يهانية» وهو هاني بن خولان بن عامر بن الحاف بن مالك بن عمرو بن مرة بن زيد بن مالك بن حمير بن سبأ بن يشجب بن يعرب بن قحطان.

## أشهر المعالم
- وادي خمران، الذي يمتاز بخضارته وكثرة الأراضي الزراعية فيه.
- وادي المحاطة[3] الذي يمر ببعض قرى مراح الذئاب مرورًا بالعارضة.
- هضبة القرن بجوار مشروع محطة توزيع المياه في القرية ويسكن بها بعض من أعيان القبيلة.
- موطن الكاذي[4] وهي غابة تحفها نخيل وأشجار كثيفة ونباتات عطرية ومن أشهرها: الفل والكاذي[5] والكثير من النباتات العطرية المشهورة.
- غدير أحمد علي وهو مصب لمياه السيل القادمة عبر وادي الحياة (الزغبة) سابقًا.
- وادي الحياة كان يسمى سابقًا (الزغبة) الذي يشتهر بنبتة عودالأراك (السواك)

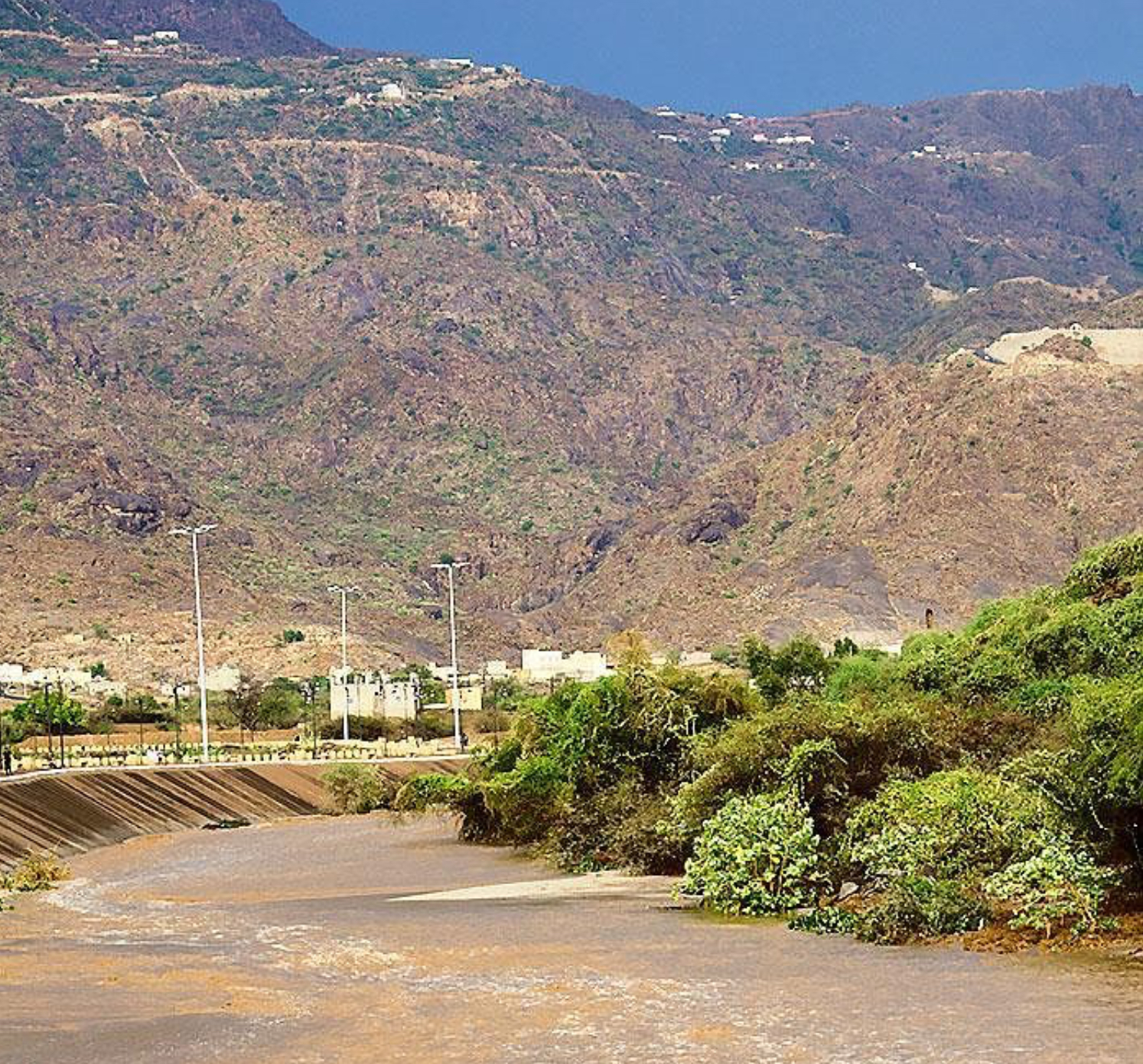
وادي المحاطة جمال الطبيعة
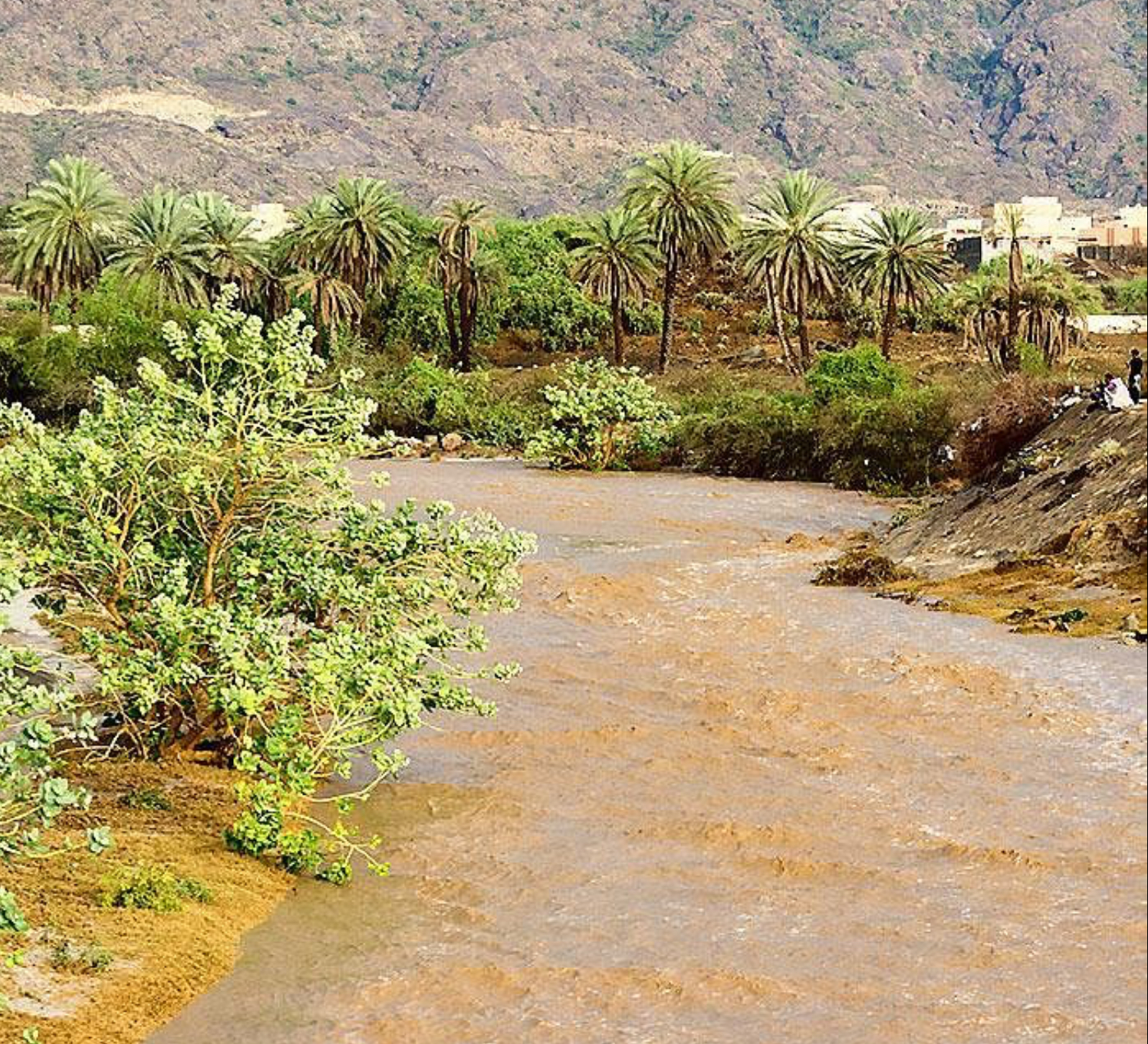
صورة أخرى لوادي المحاطة
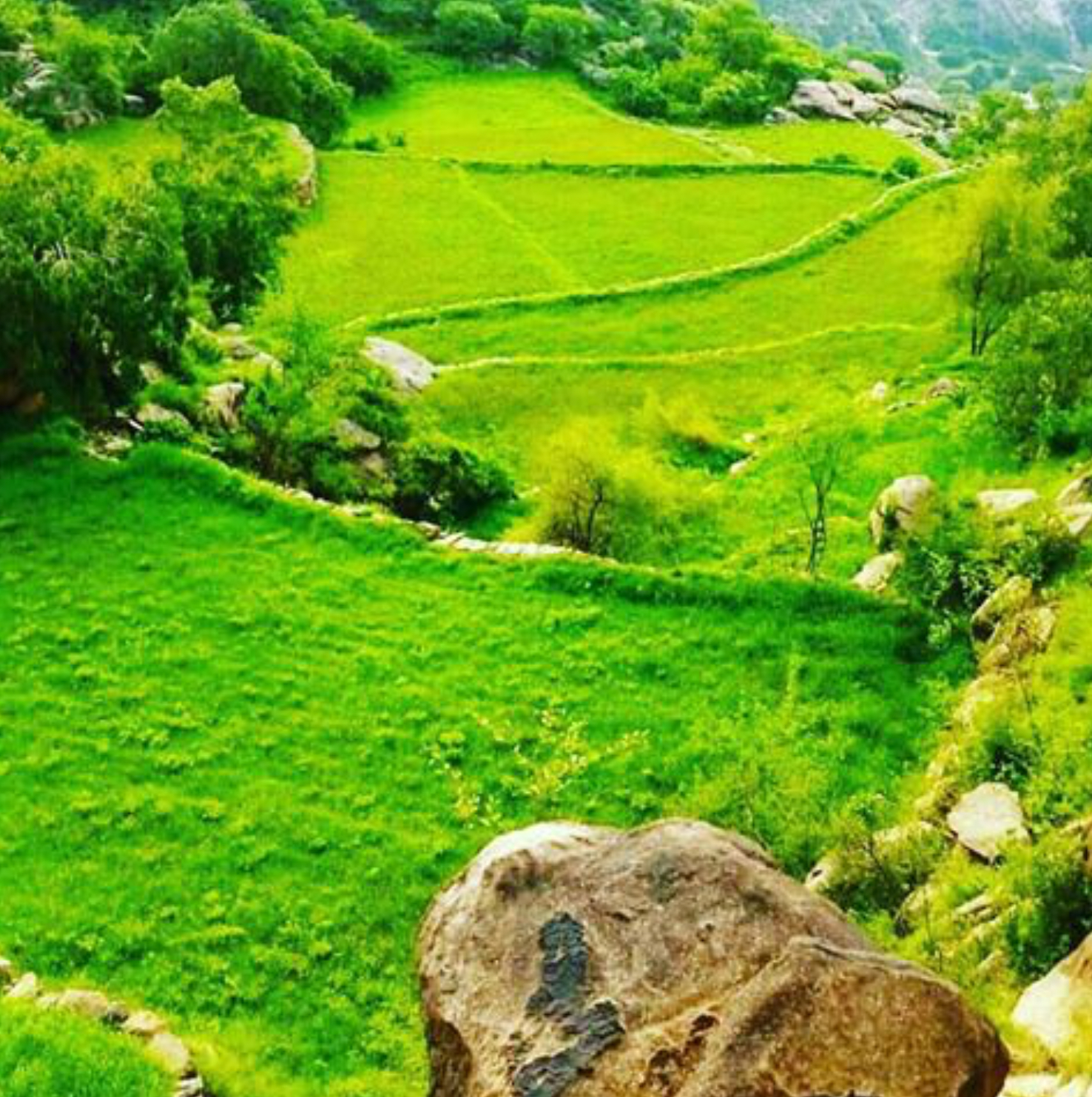
المدرجات الخضراء بجبل سلا

## المناخ
عادة المناخ على مناطق الجبال يكون معتدل صيفاً بارد شتاءاً وأمطار طوال السنه.

## السكان
يقدر سكان قرية مراح الذئاب تقريبا حوالي 1076 نسمة بمجموع كافة أفراد القبيلة كلا من الفخوذ التالية:
- آل مرزوق
- آل عذبة
- آل فازع
- آل عكار

مع العلم الكثير من أعيان القبيلة يسكنون قرى ومناطق أخرى في المملكة فالإحصائية قد تحتمل الزيادة.

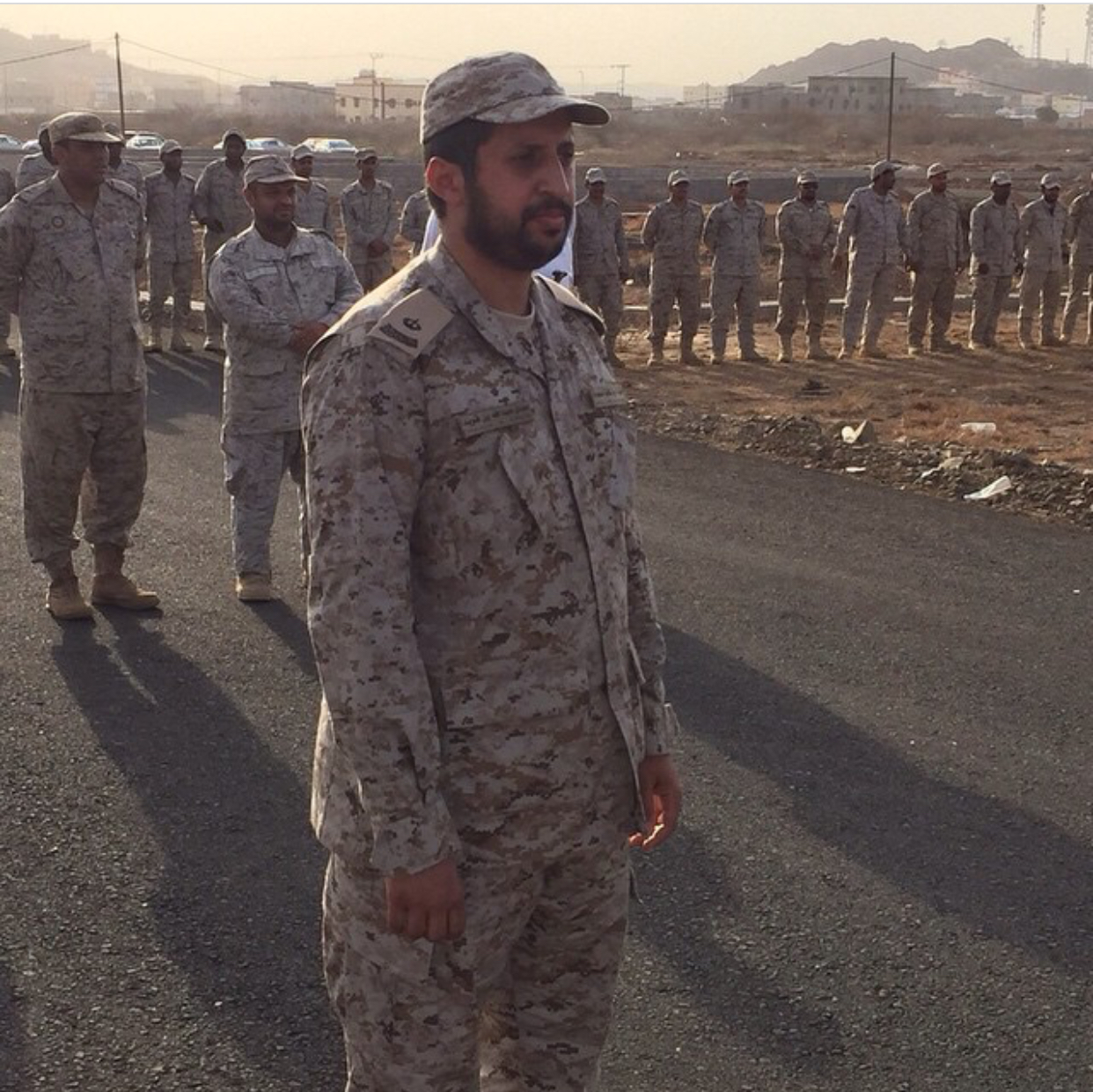
لحظة استقبال القوات المساندة لعاصفة الحزم في قرية مراح الذئاب من قبل قبيلة آل نخيف وآل جابر وبني ودعان

## المنشئات
- مدرسة مراح الذئاب الابتدائية والمتوسطة بنين.
- مدرسة مراح الذئاب الابتدائية والمتوسطة بنات.
- محطة توزيع مياة التحلية للقرية وللقرى المجاورة.

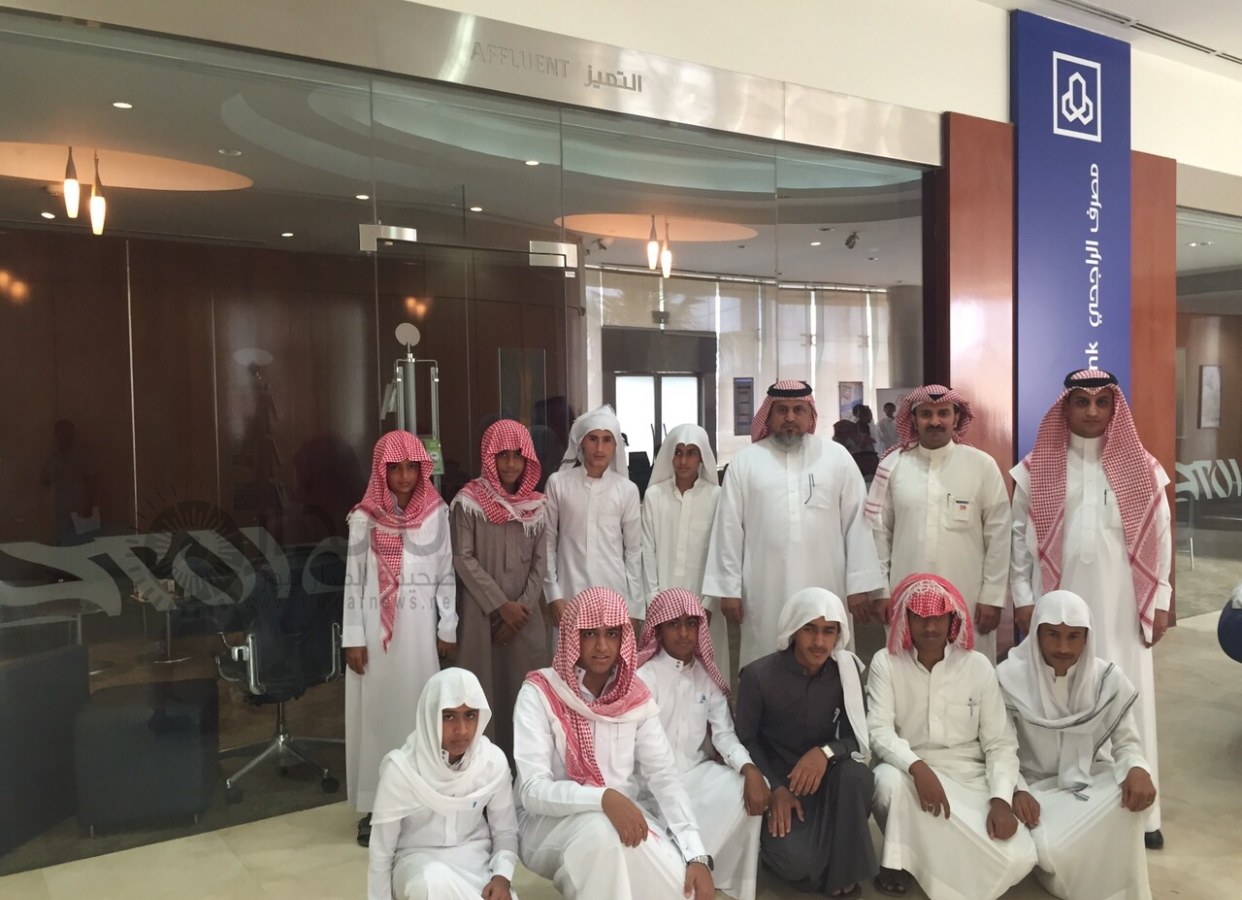
بعض فعاليات مدرسة مراح الذئاب للبنين وهنا زيارة بنك الراجحي
زيارة مدرسة مراح الذئاب لجمعية البر الخيرية بالعارضة
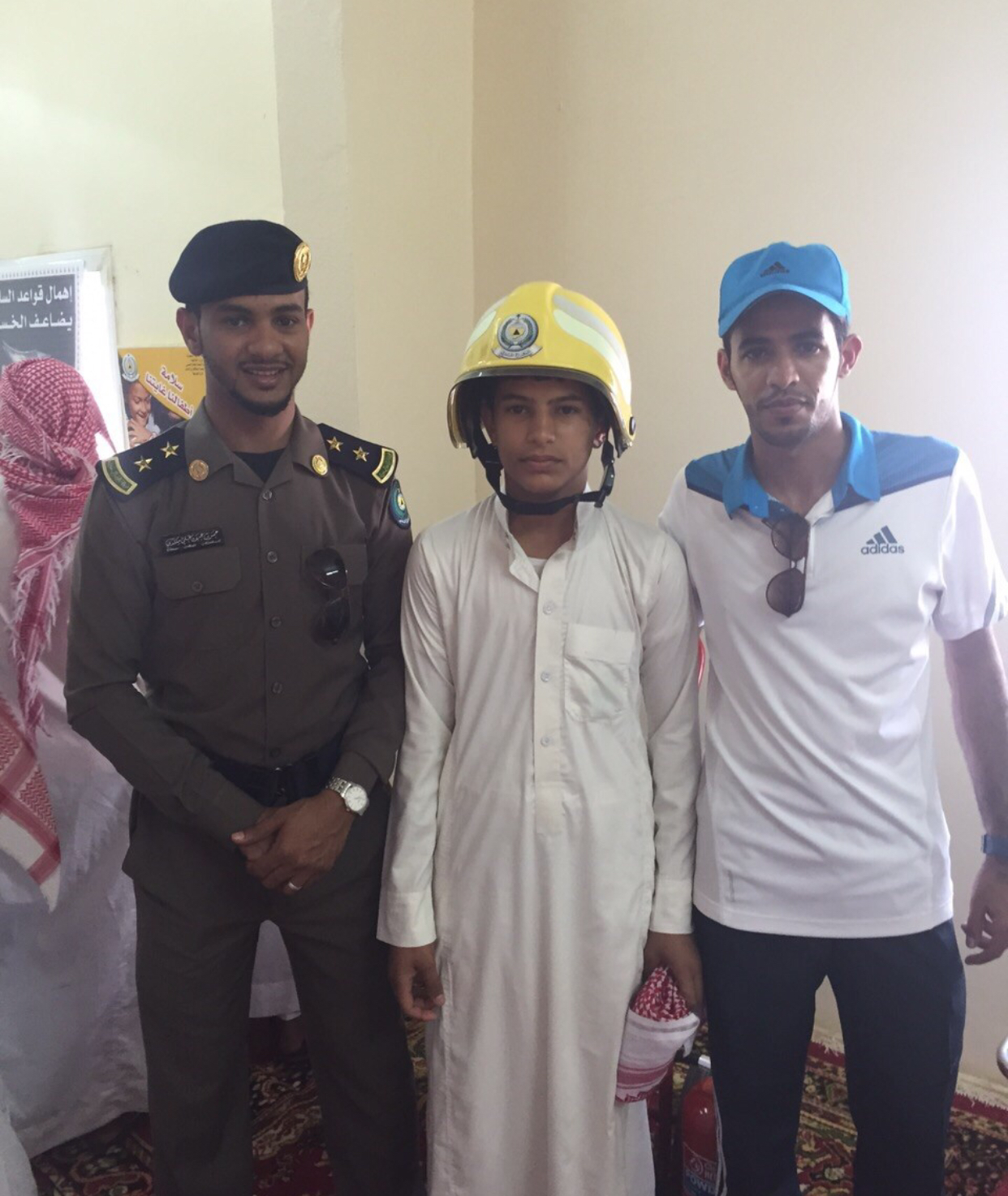
من إحدى الفعاليات في مدرسة مراح الذئاب اليوم العالمي للدفاع المدني
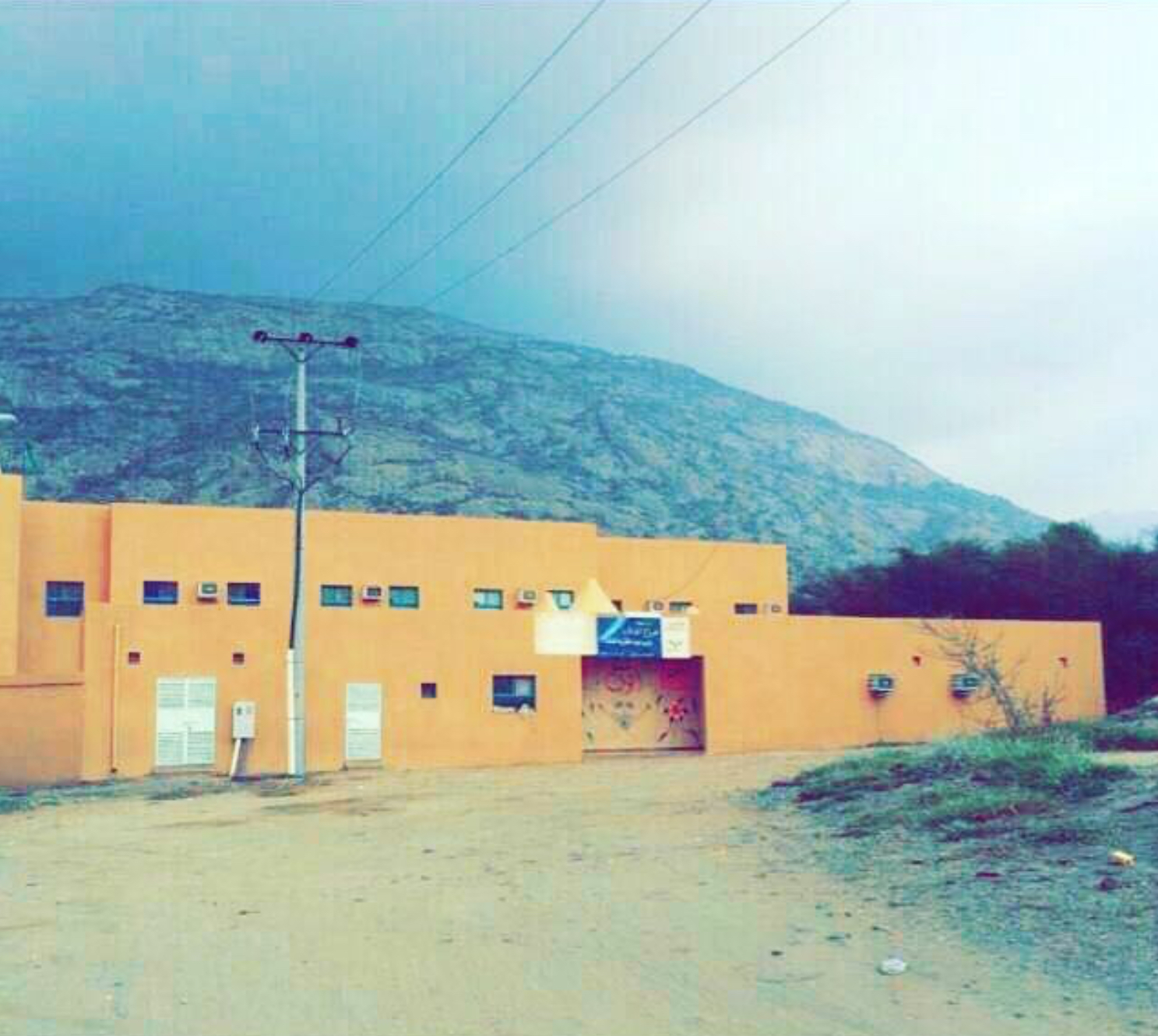
إحدى المنشئات التعليمية مدرسة مراح الذئاب الإبتدائية والمتوسطة للبنات

## وصلات خارجية
- نسخة محفوظة 11 مايو 2020 على موقع واي باك مشين.